# Zweidruckverfahren
Das Zweidruckverfahren (auch als Druckwechselrektifikation bezeichnet) ist ein chemisch-technisches Verfahren zur Trennung binärer azeotroper Gemische durch Rektifikation in zwei hintereinandergeschalteten Rektifikationskolonnen bei deutlich unterschiedlichen Drücken und Temperaturen. Voraussetzung für die Anwendung dieses Verfahren ist eine deutliche Änderung der azeotropen Zusammensetzung des Gemisches durch Druck- bzw. Temperaturänderung.

## Physikalisch-chemische Grundlagen
Die vereinfachte Gleichung für den Trennfaktor {\displaystyle \alpha _{1,2}} ist über das Verhältnis der Verteilungskoeffizienten {\displaystyle K_{i}} gegeben, die sich wiederum aus den Aktivitätskoeffizienten {\displaystyle \gamma _{i}} und den Sättigungsdampfdrücken {\displaystyle p_{i}^{S}} zusammensetzen:
{\displaystyle \alpha _{1,2}={\frac {K_{1}}{K_{2}}}={\frac {\gamma _{1}p_{1}^{S}}{\gamma _{2}p_{2}^{S}}}}
Bei azeotropen Gemischen hat der Trennfaktor den Wert {\displaystyle \alpha =1}, wodurch durch eine einfache Rektifikation bzw. Destillation keine weitere Trennung mehr erreicht werden kann, da die Dampfphase die gleiche Zusammensetzung hat wie die flüssige Phase. Wie aus der Gleichung zu erkennen ist, kann der Trennfaktor durch eine Druckänderung (und damit verbundene Temperaturänderung) beeinflusst werden, da sich sowohl die Sättigungsdampfdrücke als auch die Aktivitätskoeffizienten mit der Temperatur ändern. Durch eine Druckänderung des Systems kann die azeotrope Zusammensetzung stark verändert werden. In einigen Fällen ist es möglich, dass das azeotrope Verhalten ganz verschwindet. Bei Komponenten mit ähnlichen Sättigungsdampfdrücken {\displaystyle p_{i}^{S}} aber sehr unterschiedlichen Verdampfungsenthalpien {\displaystyle \Delta H_{v}} ist die azeotrope Zusammensetzung stark temperatur- bzw. druckabhängig und kann somit zur Trennung des Azeotrops ausgenutzt werden.

## Verfahrensbeschreibung

Schematisches Verfahrensfließbild des Zweidruckverfahrens (1 Verdampfer, 2 Kondensator, 3 Pumpe, 4 Drossel (Druckerniedrigung), K1 Normaldruckkolonne, K2 Überdruckkolonne).

Beim Zweidruckverfahren werden zwei Rektifikationskolonnen genutzt, die in Serie geschaltet sind und bei unterschiedlichen Drücken arbeiten. Die erste Kolonne wird dabei unter Normaldruck, die zweite je nach Trennproblem unter Vakuum oder unter erhöhtem Druck betrieben. Das Verfahren basiert darauf, dass in den beiden Kolonnen sich das jeweilige Phasengleichgewicht auf verschiedenen Seiten des Azeotrops befindet. Das zu trennende Einsatzgemisch (Feed) (z. B. ein organisches Lösungsmittel und Wasser) wird der ersten Kolonne, die unter Normaldruck arbeitet, zugeführt. In dieser Kolonne erfolgt die Auftrennung in die reine, schwersiedende Komponente {\displaystyle B} (z. B. Wasser), welche am Sumpf entnommen wird. Am Kopf der Kolonne fällt dabei ein leichtsiedendes Azeotrop {\displaystyle AB} mit der Zusammensetzung {\displaystyle x_{A,1},x_{B,1}} an. Dieses Azeotrop mit der genannten Zusammensetzung wird anschließend in die zweite Kolonne, die unter erhöhtem Druck arbeitet, eingespeist. Da die azeotrope Zusammensetzung druckabhängig ist (und die zweite Kolonne bei einem anderen Druck als die erste betrieben wird), verhält sich das Gemisch nicht mehr wie ein Azeotrop. Somit kann in der zweiten Kolonne die zweite Komponente {\displaystyle A} (z. B. das organische Lösungsmittel) im Sumpf als reines Produkt entnommen werden, während am Kopf der Kolonne wiederum ein azeotropes Gemisch {\displaystyle AB} anfällt, jedoch mit der anderen Zusammensetzung {\displaystyle x_{A,2},x_{B,2}}. Dieses azeotrope Gemisch wird wieder in die erste Kolonne zurückgeführt.
Das Zweidruckverfahren wird nur relativ selten angewendet, da die Grundvoraussetzung der hohen Druckabhängigkeit der azeotropen Zusammensetzung nur selten in ausreichendem Umfang gegeben ist, um eine wirtschaftliche und ausreichend gute Trennung zu gewährleisten. Im Folgenden sind jedoch einige binäre Azeotrope, die wirtschaftlich durch eine Druckwechselrektifikation getrennt werden können, aufgeführt.
| Komponente A     | Komponente B |
| ---------------- | ------------ |
| Tetrahydrofuran  | Wasser       |
| Aceton           | Methanol     |
| Methanol         | Butanon      |
| Acetonitril      | Wasser       |
| Butanon          | Wasser       |
| Chlorwasserstoff | Wasser       |

## Verfahrensbeispiel

Schematisches Verfahrensfließbild des Zweidruckverfahrens zur Entwässerung von Tetrahydrofuran (1 Verdampfer, 2 Kondensator, 3 Pumpe, 4 Drossel (Druckerniedrigung), K1 Normaldruckkolonne, K2 Überdruckkolonne).

Dampf-Flüssig-Gleichgewicht von einem Tetrahydrofuran/Wasser Gemisch bei p = 1 bar und 8 bar.

Für ein besseres Verständnis des Zweidruckverfahrens soll hier auf die Entwässerung eines Tetrahydrofuran-Wasser-Gemisches als konkretes Anwendungsbeispiel eingegangen werden. Wässriges Tetrahydrofuran ({\displaystyle x_{\text{Feed 1}}}) wird in die Normaldruckkolonne geleitet. Bei wasserreichem Zulauf, d. h. der Anteil von Wasser im Feed ist höher als der von Tetrahydrofuran, kann im Sumpf der ersten Kolonne reines Wasser entnommen werden. Am Kopf der ersten Kolonne fällt das dem Druck von 1 bar entsprechende Azeotrop 1 ({\displaystyle x_{{\text{THF}},1}=0{,}78}; {\displaystyle x_{\mathrm {H_{2}O} ,1}=0{,}22}) an. Im Gleichgewichtsdiagramm sind exemplarisch zwei theoretische Trennstufen eingezeichnet, die zum Erreichen des azeotropen Punktes 1 notwendig sind. Das Destillat wird verdichtet und als Zulauf ({\displaystyle x_{\text{Feed 2}}}) in die zweite Kolonne, die bei 8 bar betrieben wird, eingespeist. Aufgrund der Druckabhängigkeit des azeotropen Punktes hat sich dieser auf der Diagonale weiter nach links verschoben, d. h. die Zusammensetzung des azeotropen Punktes 2 liegt nun bei geringeren THF-Molenbrüchen ({\displaystyle x_{{\text{THF}},1}=0{,}63}). Da der Zulauf jedoch bereits die Zusammensetzung von Azeotrop 1 hat und diese über der Zusammensetzung des azeotropen Punktes in der zweiten Kolonne liegt, verhält sich das Gemisch nicht mehr wie ein Azeotrop. Durch weitere drei exemplarisch eingezeichnete Trennstufen kann somit reines Tetrahydrofuran gewonnen werden. Da die Gleichgewichtskurve unter der Diagonale liegt, reichert sich der eigentliche Schwersieder Wasser in der Dampfphase an und Tetrahydrofuran wird im Sumpf der zweiten Kolonne erhalten. Über Kopf wird schließlich das Azeotrop 2 ({\displaystyle x_{{\text{THF}},2}=0{,}63}; {\displaystyle x_{\mathrm {H_{2}O} ,2}=0{,}37}) abgezogen und nach einer Entspannung wieder in die Normaldruckkolonne geleitet.